# César Augusto Huerta Ramírez
César Augusto Huerta Ramírez (* 14. November 1975 in Huaraz, Region Ancash) ist ein peruanischer römisch-katholischer Geistlicher und Bischof von Sicuani.

## Leben
César Augusto Huerta Ramírez studierte Philosophie und Katholische Theologie am Priesterseminar San Jerónimo in Arequipa. Er wurde am 8. September 2004 zum Diakon geweiht und empfing am 17. November 2005 das Sakrament der Priesterweihe für das Erzbistum Arequipa.
Huerta Ramírez war von 2006 bis 2014 als Pfarrer der Pfarreien Beata Sor Ana de los Ángeles und Santa María de la Cabeza in Cerro Colorado tätig. Zudem war er von 2008 bis 2013 Kaplan am Instituto Superior Pedagógico Público in Arequipa und von 2011 bis 2014 Mitglied des Priesterrats des Erzbistums Arequipa. Daneben erlangte er nach weiterführenden Studien an der Universidad Finis Terrae in Santiago de Chile und an der Universidad Católica Lumen Gentium in Mexiko-Stadt ein Diplom im Fach Christliche Soziallehre. 2014 wurde er zur Fortsetzung seiner Studien nach Spanien entsandt, wo er 2017 an der Universität La Rioja einen Master im Fach Bioethik und an der Universidad Eclesiástica San Dámaso in Madrid mit der von Juan de Dios Larrú Ramos betreuten Arbeit Relación entre Libertad-Verdad a la luz de la encíclica Veritatis splendor („Die Beziehung zwischen Freiheit und Wahrheit im Lichte der Enzyklika Veritatis splendor“) ein Lizenziat im Fach Moraltheologie erwarb. Nach der Rückkehr in seine Heimat wirkte Huerta Ramírez von 2017 bis 2021 als Pfarrer der Pfarreien Nuestra Señora del Rosario in Sabandía und Santa María in Mollebaya sowie von 2017 bis 2022 als Dechant des Dekanats IX. Ab 2022 war er Pfarrer der Pfarrei Cristo Obrero in Miraflores. Zudem fungierte er ab 2023 als Bischofsvikar für die Koordination der Ehepastoral im Erzbistum Arequipa und ab 2024 auch als Direktor der erzbischöflichen Katechetenschule. Außerdem gehörte er ab 2021 erneut dem Priesterrat des Erzbistums an. Darüber hinaus lehrte Huerta Ramírez bereits ab 2007 in Arequipa an der Universidad Católica de Santa María und an der Universidad Católica San Pablo sowie später auch an der erzbischöflichen Katechetenschule, am Priesterseminar San Jerónimo, an der Hochschule für Religionspädagogik in Arequipa und bei den Kursen zur Ausbildung von Jugendleitern (span.: Escuela Arquidiocesana de Jóvenes Líderes).
Am 30. September 2024 ernannte ihn Papst Franziskus zum Bischof von Sicuani. Der Apostolische Nuntius in Peru, Erzbischof Paolo Rocco Gualtieri, spendete ihm am 7. Dezember desselben Jahres in Arequipa die Bischofsweihe; Mitkonsekratoren waren der Erzbischof von Arequipa, Javier del Río Alba, und der Bischof von Huánuco, Pedro Bustamante López. Die Amtseinführung erfolgte am 10. Dezember 2024.